# Канадская дикуша
Канадская дикуша (лат. Canachites canadensis) — птица трибы тетеревиных семейства фазановых, обитающая в Северной Америке. Единственный вид рода Canachites.

## Описание
Канадская дикуша длиной от 38 до 45 см. Размах крыльев составляет от 50 до 60 см. Вес варьирует от 450 до 650 г.
Оперение самца большей частью серо-бурого цвета, грудь чёрного цвета с белыми полосами по сторонам, горло чёрное. У чёрного хвоста каштановые вершины. В период гнездования у самца над глазами набухают красные брови.
Оперение самки коричневого цвета с тёмными и белыми полосами на нижней части тела.

## Распространение
Область распространения охватывает Аляску, большую часть Канады, а также часть Новой Англии, Мичигана, Вашингтона, Орегона и Айдахо. Это полярный и неарктический вид. Канадская дикуша населяет хвойные леса.

## Образ жизни
Канадская дикуша живёт в одиночку или в маленьких семейных группах. Это не робкая птица, которая взлетает только в том случае, если человек приблизится к ней на расстояние от 6 до 45 м. Питание состоит преимущественно из листьев и почек хвойных деревьев. В тёплое время года рацион дополняют также листья, цветки и ягоды, такие как черника и водяника. Молодые птицы питаются также большим количеством насекомых.

## Размножение
В брачный период самец, расправив оперение, машет крыльями, чтобы привлечь внимание самки. Гнездо представляет собой выложенную травой ямку на земле, скрытую под ветками молодой ели. В кладке от 8 до 11 бежевых яиц с коричневыми пятнами. Молодые птицы вылупляются примерно через 3 недели и становятся самостоятельными в возрасте 10 дней.